# Ryan Jahnke
Ryan Jahnke, né le 21 mars 1978 à Détroit dans le Michigan, est un patineur artistique américain, médaillé de bronze aux championnats américains de 2003.

## Biographie

### Carrière sportive
Ryan Jahnke commence à patiner en 1985 parce que ses amis jouent au hockey sur glace. Il a remporte le titre masculin novice aux championnats américains de 1993. Vers 1995, il se casse deux dents lors d'une collision sur la glace avec son compatriote Daniel Hollander alors qu'il s'entraîne à Saint Clair Shores dans le Michigan.
Après une formation dans le Michigan auprès de Diana Ronayne, il déménage en 1999 à Colorado Springs où son entraîneur reçoit une offre d'emploi. Il remporte une médaille de bronze aux championnats américains de 2003.
Il représente son pays à un mondial junior (1997 à Séoul), trois championnats des quatre continents (2000 à Osaka, 2003 à Pékin et 2004 à Hamilton) et un mondial senior (2003 à Washington). Il n'a jamais participé aux Jeux olympiques d'hiver.
Il arrête les compétitions sportives après les championnats nationaux de 2006.

### Reconversion
Ryan Jahnke étudie la pré-médecine grâce à une bourse universitaire de quatre ans à l'Université d'État de Wayne, avant d'arrêter en raison de son déménagement dans le Colorado. Il se spécialise ensuite en finance et en systèmes d'information à l'Université du Colorado et y obtient son diplôme en décembre 2009.
Il parle couramment l'allemand.
Il fait ses débuts professionnels au Brian Boitano Skating Spectacular en 2006 et travaille également comme entraîneur.

### Vie privée
Ryan Jahnke épouse Tashiana Foreman le 1er juin 2002. Leur fils, Zayin Nicholas Jahnke, est né en novembre 2011.

## Palmarès
| Compétitions principales           | 1997    | 1998    | 1999    | 2000    | 2001    | 2002    | 2003    | 2004    | 2005    | 2006    |  |  |  |  |  |  |
| Jeux olympiques d'hiver            |         |         |         |         |         |         |         |         |         |         |  |  |  |  |  |  |
| Championnats du monde              |         |         |         |         |         |         | 13e     |         |         |         |  |  |  |  |  |  |
| Championnats des quatre continents |         |         |         | 12e     |         |         | 6e      | 4e      |         |         |  |  |  |  |  |  |
| Championnats des États-Unis        |         | 8e      | 9e      | 5e      | 8e      | 8e      | 3e      | 4e      | 13e     | 6e      |  |  |  |  |  |  |
| Championnats du monde juniors      | 19e     |         |         |         |         |         |         |         |         |         |  |  |  |  |  |  |
|                                    |         |         |         |         |         |         |         |         |         |         |  |  |  |  |  |  |
| Grand Prix ISU                     | 1996/97 | 1997/98 | 1998/99 | 1999/00 | 2000/01 | 2001/02 | 2002/03 | 2003/04 | 2004/05 | 2005/06 |  |  |  |  |  |  |
| Finale du Grand Prix               |         |         |         |         |         |         |         |         | 6e      |         |  |  |  |  |  |  |
| Skate America                      |         |         |         |         |         |         |         | 12e     | 2e      |         |  |  |  |  |  |  |
| Skate Canada                       |         |         |         |         |         |         |         | 6e      | 4e      |         |  |  |  |  |  |  |
| Coupe de Chine                     |         |         |         |         |         |         |         |         |         | 6e      |  |  |  |  |  |  |
| Trophée de France                  |         |         |         |         | 6e      |         |         |         |         |         |  |  |  |  |  |  |
|                                    |         |         |         |         |         |         |         |         |         |         |  |  |  |  |  |  |